# Zaljubljeni zmaj
Zaljubljeni zmaj je pravljica Jane Stržinar za šolske otroke, ki je prvič izšla leta 1988.
Pravljica je prva avtorska predstava, ki je prva izšla tudi v knjigi in predstavlja temelj Mavričnega gledališča, saj se je na začetku ustvarjalne poti v letih 1985−1990 največkrat izvajala. Doživela tudi tri knjižne izdaje (1988,1990, 2000), ki niso ponatisi, ampak je vsaka za sebe nova izdaja. Pravljica je bila prvič posneta v Vipavskem križu leta 1992, izšla kot videokaseta in bila tudi predvajana na TV Slovenija. Ponovno je bila posneta v studiu TV Slovenija leta 2003.
Pravljica je kot predstava še vedno aktivna.

## Vsebina
Zmaj Jan-Jon je živel na velikem skalnem gradu in ves čas prepeval, sadil rožice in na poljih prideloval zelje in krompir. 
Nekega popoldneva, ko se je sončil pred gradom je v zraku na metli zagledal prelepo deklico. Želel jo je spoznati, zato ji je nabral rožice in jo počakal, da spet prileti mimo. Zagledal je simpatično lepo čarovnico in ji podaril rože. Čarovnica se je zahvalila in odšla v gozd, kjer je na skrivaj sadila rože in skrbela za srnjačka. 
Tudi ona ni bila navadna čarovnica, saj ni hotela biti zlobna in neprijazna kot druge čarovnice. Čarovnica Karlina je bila zelo vesela, ker ji še nobeden ni nikoli podaril šopek rož, vendar je vedela, da mora biti previdna, ker so zmaji grozni in požrešni. Odločila se je, da ga bo vprašala s čim se hrani in zmaj ji je razložil, da še nikoli ni pojedel človeka, ker se prehranjuje s krompirjem in zeljem. Zmaj je želel, da Karlina ostane pri njemu na gradu, ker mu je bila zelo všeč in se je zaljubil vanjo. Karlino je poljubil, ta pa se je ustrašila in odletela. 
Čez nekaj časa je čarovnica začutila v sebi toplino, to je bila ljubezen do zmaja. Odločila se je, da bo odšla živet na grad k zmaju, ker se je tudi ona močno zaljubila. Od takrat sta živela srečno na gradu, ves čas le prepevala in plesala, toda njunega veselja je bilo kmalu konec. Ker zmaj ni več prideloval hrane, je postal lačen in zoprn. Začela sta se prepirati in zmaj se je zelo razjezil in obtoževal Karlino, da je zaradi nje lačen. Rekel je, da bo vse zažgal, začel lasati Karlino in ko bi ji kmalu zasmodil lase z bruhanjem ognja, je čarovnica hitro odletela proč. 
Sedaj je živela v hiški v gozdu in spet skrbela za rože, na katere je čisto pozabila, ko je živela na gradu. Nekega dne, ko je Karlina imela rojstni dan je Jan-Jon sklenil, da ji bo pred hišo pustil šopek rož in če jih Karlina ne bo prepoznala, bo odšel in nikoli več ga ne bo videla. Karlina je prepoznala njegov šopek rož in bila zelo vesela, Jan-Jon pa se ji je opravičil, ker se je tako razjezil. Zdaj sta bila Karlina in Jan-Jon spet prijatelja, a odločila sta se, da ne bosta pozabila svojih opravil in bosta živela vsak v svojem domu in se obiskovala. Šele zdaj sta bila resnično srečna.

## Liki

### Zmaj Jan-Jon
Zmaj Jan-Jon je glavna literarna oseba pravljice, a za spremembo od zlobnih zmajev je bil ta zmaj zelo prijazen in vesel. Živel je sam na gradu, sadil je rožice, ves čas prepeval in jedel le zelje in krompir. Bil pa je tudi zelo osamljen. Ko se zaljubi se v njem prebudijo veliki ljubezenski občutki in ljubezen močno izkazuje tudi navzven. Po drugi strani je zmaj tudi nagle jeze, saj ko je enkrat postal sestradan, se je hudo ujezil in celo zlasal svojo ljubljeno.
Zmaja se nobeden ni bal, ker je bil prijazen zmaj in ljudje so ga imeli radi. S svojim prepevanjem in rajanjem je izražal svoje razpoloženje, saj je ob vsakem drugem razpoloženju prepeval drugače. Sprva je v lepi čarovnici vzbudil začudenje, kako se je lahko Jan-Jon zaljubil vanjo, kasneje pa je začutila njegovo močno ljubezen.

### Čarovnica Karlina
Simpatično grda čarovniška dama, kljukastega nosu. Leti na svoji metli, rada ima rože in živali, še posebej zapuščenega srnjačka, za katerega skrbi v gozdu.

### Poosebljena čarovniška metla
Pomembno vlogo v pravljici igra tudi muhasta čarovničina govoreča metla, ki jo opozarja in skuša obvarovati pred napakami.

### Ostale osebe
- živali z gozda

## Simbol zmaja
V vzhodnih kulturah zmaj simbolizira srečo. Na zahodu pa je za razliko v pravljicah vedno upodobljen kot zlobni zmaj, katerega mora premagati dobri princ, da pride do lepe kraljične. Na vzhodu zmaji veljajo za junake, na zahodu pa zlobne pošasti. V pravljicah so zmaji največkrat prikazani kot veliki zlobni ogenj-bruhajoči stvori z velikimi zobmi in po navadi v službi zlobnih čarovnic. Vedno so inteligentni in ubogajo ukaze.
Simbol zmaja v krščanstvu pomeni zlobno osebnost, zaradi povezovanja s hudičem (razširjeno predvsem v Evropi). Poganska razlaga simbolizira zmaja kot zaščitnika (pripisujejo mu moč in zvitost), primer je valižanski zmaj Y Ddraig Goch (dobesedno rdeči zmaj), ki nastopa tudi v državni zastavi Walesa. Današnji grbi z zmaji izhajajo iz heraldičnega simbola, ki se je sprva pojavil na ščitih srednejveških vitezov.
Prisotnost čarovnic in zmajev je ena od glavnih značilnosti pravljic.

## Analiza pravljice

### Motiv zmaja
Jan-Jon je bil drugačen od drugih zmajev, vendar napetost v pravljici ne povzroča le on, ampak tudi čarovnica Karlina. 

### Motiv slepe ljubezni
Ko zmaj in čarovnica, zaradi ljubezni pozabita na ostale stvari in se začneta zaradi teh stvari prepirati, kar pa vodi v neprijateljski razhod.

### Motiv jeze in užaljenosti
Ko noče noben izmed njiju popustiti in se opravičiti.

### Motiv odpuščanja
Ko se Zmaj končno opogumi in odnese rože Čarovnici in se ji na tak način opraviči. Oba si nato oprostita.

### Glavna tema
Glavna tema pravljice je, kako slepa je lahko zaljubljenost oz. ljubezen in kaj lahko taka slepa ljubezen naredi dvema, ki se imata rada, a ko sta zaljubljena ne vidita, kakšne neumnosti počneta. Pravljica predvsem poudari pomen prijateljstva. V zaljubljenosti je potrebno zgraditi prijateljstvo, ker edino tako se lahko razvije prava ljubezen. Samo zaljubljenost še ne predstavlja prave ljubezni. V pravljici pa se uresniči tudi tako znani pregovor, ki pravi da »ljubezen gre skozi želodec«.

### Sporočilo
Sporočilo pravljice je, da je ljubezen sicer lepa, vendar kljub temu ne smemo pozabiti na svoje obveznosti in naloge, saj nas potem prej ali slej doleti nelagodje.